# Барси, Джудит
Джу́дит Э́ва Ба́рси (англ. Judith Eva Barsi; 6 июня 1978 — 25 июля 1988) — американская актриса венгерского происхождения, которая из-за своего маленького роста часто играла персонажей, по сюжету значительно моложе её реального возраста. Её самыми известными киноработами стали голосовые роли в мультфильмах «Все псы попадают в рай» и «Земля до начала времён». После нескольких лет жестокого обращения она с матерью была убита её отцом Джозефом, который после этого покончил с собой.

## Происхождение семьи
Джудит родилась в семье венгерских эмигрантов Йожефа Иштвана Барши (род. 16 ноября 1932 года) и Марии Агнеш Вировач (род. 14 февраля 1940 года), которые, будучи ещё незнакомыми друг с другом, бежали из Венгрии после восстания 1956 года. Йожеф, которому во время эмиграции было 19 лет, был сиротой, не знал своих родителей и был незаконорождённым, из-за чего очень комплексовал. Вначале он перебрался во Францию, где женился на другой венгерской беженке Кларе. От этого брака у Джудит были единокровные брат Барна (1957—1995) и сестра Аги (1958—2008). Комплексуя из-за своего происхождения и характерного венгерского акцента, Йожеф стал злоупотреблять алкоголем, из-за чего началось рукоприкладство и брак стал разваливаться.
В 1964 году Барши эмигрировали в США в Нью-Йорк, где Йожеф Барши стал Джозефом Барси (получив американское гражданство, он не стал менять своё имя и поменял только его произношение с венгерского на английский) или «Аризона Джо», как его называли знакомые в США. Однако и там он начал распускать руки и поколачивал Барну, вследствие чего Клара с детьми переехала в Аризону. Несмотря на попытки Джозефа наладить семейные отношения, Клара всё равно подала на развод, после того как Джозеф бросил в неё сковородку в пьяном гневе. Вскоре после развода Джозеф переехал в Калифорнию, где начал работать слесарем. В свободное время он играл на банджо или скрипке в группе, где его позывным псевдонимом был «YO-seff». Его дочь Аги много позже предположила, что развод мог нанести Джозефу некую психологическую травму, которая и стала причиной его дальнейшего поведения.
Мария родилась в сельской местности на юге Венгрии. В детстве её бил и оскорблял отец. Перебравшись в США, Мария попыталась начать карьеру актрисы, которая не задалась и она начала работать официанткой в одном из кафе Лос-Анджелеса, где собирались многие эмигранты. Она познакомилась с Джозефом, когда тот оставил ей в качестве чаевых 100-долларовую купюру.
Несмотря на то, что Джудит родилась в США и с детства должна была говорить на английском языке, она свободно разговаривала на венгерском и часто, когда ей нужно было поговорить при всех о чём-то личном с матерью, она использовала именно этот язык.

## Карьера
Джудит было пять лет, когда её заметили агенты по кастингу на катке в долине Сан-Фернандо, причём заметили её потому, что на вид ей можно было дать около трёх. Мария, помня о своей мечте стать актрисой, решила тогда попытаться сделать актрису из дочери и стала развивать её карьеру. Дебютом Джудит стал телефильм «Фатальное видение» (1984). Всего за свою недолгую карьеру в кино Джудит успела сняться в около 70 рекламных роликах, четырёх телепроектах, трёх кинофильмах и двух мультфильмах. Примерно в это время Джудит вынуждена была принимать гормоны роста, чтобы выглядеть не младше своего возраста — в 10 лет её рост был всего 112 сантиметров, из-за чего её персонажами были девочки в возрасте 7-8 лет.

## Домашнее насилие
В семье Барси всё было относительно спокойно примерно до 1984 года, но в 1985 году жизнь семилетней Джудит превратилась в настоящий кошмар. К тому моменту её гонорары за съёмки в целом составили 100 000$ в год, что позволило семье Барси купить дом с тремя спальнями и двумя ванными по адресу 22100-Майкл-Стрит в районе Лос-Анджелеса Уэст-Хилл. К тому времени Джозеф был безработным и начал злоупотреблять алкоголем из-за мысли, что всё денежное состояние теперь зависит только от их дочери. Сначала это вызывало у него сильную ревность, а затем паранойю. Первое, что он сделал, когда они переехали в новый дом — обнёс его забором с железными шипами, который можно было открыть только изнутри. В разговорах с соседями он держался скрытно и всегда старался свести беседу к минимуму. За всем этим у него развилась мысль, что Мария и Джудит, уезжая на съёмки или фотосессии, могут не вернуться домой, и тогда Джозеф начинал окончательно распоясываться. Трижды он был арестован за вождение в нетрезвом виде. В конечном итоге его поведение привело к тому, что друзья Джудит старались не задерживаться надолго в её доме.
Однажды вечером во время вечеринки у них дома Джозеф пришёл в ярость от того, что его дочь завладела вниманием гостей. Заманив дочь на кухню, он назвал её «чёртово маленькое отродье», потом схватил за волосы и толкнул на пол (по другой версии — он швырнул в неё кастрюли и разбил ей нос). Джудит не рассказывала об этом никому, кроме одного одноклассника. В декабре 1986 года Мария наконец сообщила в полицию о его угрозах, а также о том, что Джозеф бил её по лицу и душил. Полиция не сумела выявить на ней физических признаков насилия, и Мария в конечном счете забрала своё заявление против мужа. Хотя после этого, согласно свидетельским показаниям, Джозеф перестал пить, его угрозы и оскорбления (правда, теперь уже только словесные) в отношении жены и дочери не прекратились. Вскоре после этого Джудит получила роль Теа Броди в фильме «Челюсти: Месть», который был четвёртой и заключительной частью эпопеи «Челюсти». Фильм собирались снимать на Багамах. Ночью накануне отъезда Джозеф приставил к её горлу большой кухонный нож. «Если ты не вернёшься», — прошипел он, — «я найду и убью тебя!» (по другой версии, угроза была иной — «Если ты решишь не возвращаться, то я перережу тебе горло!»). Несмотря на то, что спустя два месяца Джудит вернулась домой, обстановка в семье не изменилась. Позже Мария рассказала знакомым, что Джозеф показал ей канистры с бензином и предупредил, что он сожжёт дом, если они уедут. Дело дошло до того, что Джозеф скрыл от Марии телеграмму из Венгрии, в которой сообщалось о смерти её родственника, так как считал, что тогда она, поехав на похороны, увезёт с собой Джудит и они не вернутся в Америку. В конечном итоге у Джудит от такой обстановки начался стресс, из-за которого она начала набирать в весе.
Правда всплыла, когда Джудит, во время вокального прослушивания к «Все псы попадают в рай», не выдержала и призналась во всём своему агенту Рут Хенсен. Она была отправлена на приём к детскому психологу, который диагностировал, что девочка подвергалась сильному эмоциональному и физическому насилию. Врач попросил Марию заполнить отчёт, чтобы с помощью него известить организацию CPS (Child Protective Services) о ситуации, что Мария и сделала, но дело так и не было заведено, так как Мария заверила тамошних работников, что собирается разводиться с Джозефом (по слухам, она считала, что даже если CPS сможет спрятать Джудит, то тогда Джозеф убьёт её, Марию, и Джудит останется одна). Друзья и соседи призывали Марию к отъезду с Джудит куда-нибудь далеко, но Мария отказывалась, говоря, что не хочет разрушать карьеру дочери, что не хочет терять дом и нажитое ими имущество, но потом же просто сказала, что куда бы они ни уехали, Джозеф всё равно их найдёт и точно убьёт. В конечном счёте Мария сумела арендовать для дочери квартиру вдали от дома в районе Панорама-Сити на 8525-Тобиас-Авеню, где Джудит проводила дневное время. В этот период она в основном каталась с друзьями на велосипедах и старалась как можно больше проводить времени на улице.
Поскольку Джозеф был помешан на чистоте, то Мария перестала убираться в доме, рассчитывая, что Джозеф сам после этого съедет от них, из-за чего дом пришёл в полное запустение. Бывший коллега Джозефа по работе Питер Кивлен позже признался, что, по меньшей мере, раз 500 слышал от Барси, как тот хочет убить свою жену; когда Кивлен поинтересовался у Джозефа, думает ли он о том, что же в таком случае будет с Джудит, тот ответил ему: «Её я тоже убью».

### Смерть
Джудит последний раз видели в понедельник 25 июля 1988 года, когда она ездила на велосипеде по улице. Ночь на 26 июля она планировала провести в доме у друга, но по какой-то причине затея не состоялась, и Джудит в ту ночь ночевала у себя дома. Примерно в 1:15 Джозеф прокрался в её спальню и выстрелил Джудит в голову из пистолета 32-го калибра. Девочка умерла моментально и не успела проснуться. Когда Мария услышала выстрел, она побежала вниз в гостиную (спальня Джудит была на первом этаже), где и столкнулась с Джозефом. Она упала на колени и закрыла голову руками, когда Джозеф выстрелил и в неё.
Следующие три дня Джозеф слонялся по дому и только один раз подошёл к телефону во вторник ночью, когда звонила Рут Хенсен, и сказал ей, что собирается уехать, но задерживается, чтобы «попрощаться с дочерью». В среду, 27 июля приблизительно в 8:30 утра, он облил их мёртвые тела бензином и поджёг. После чего пошёл в гараж, где выстрелил себе в голову из пистолета 32-го калибра.

### Память

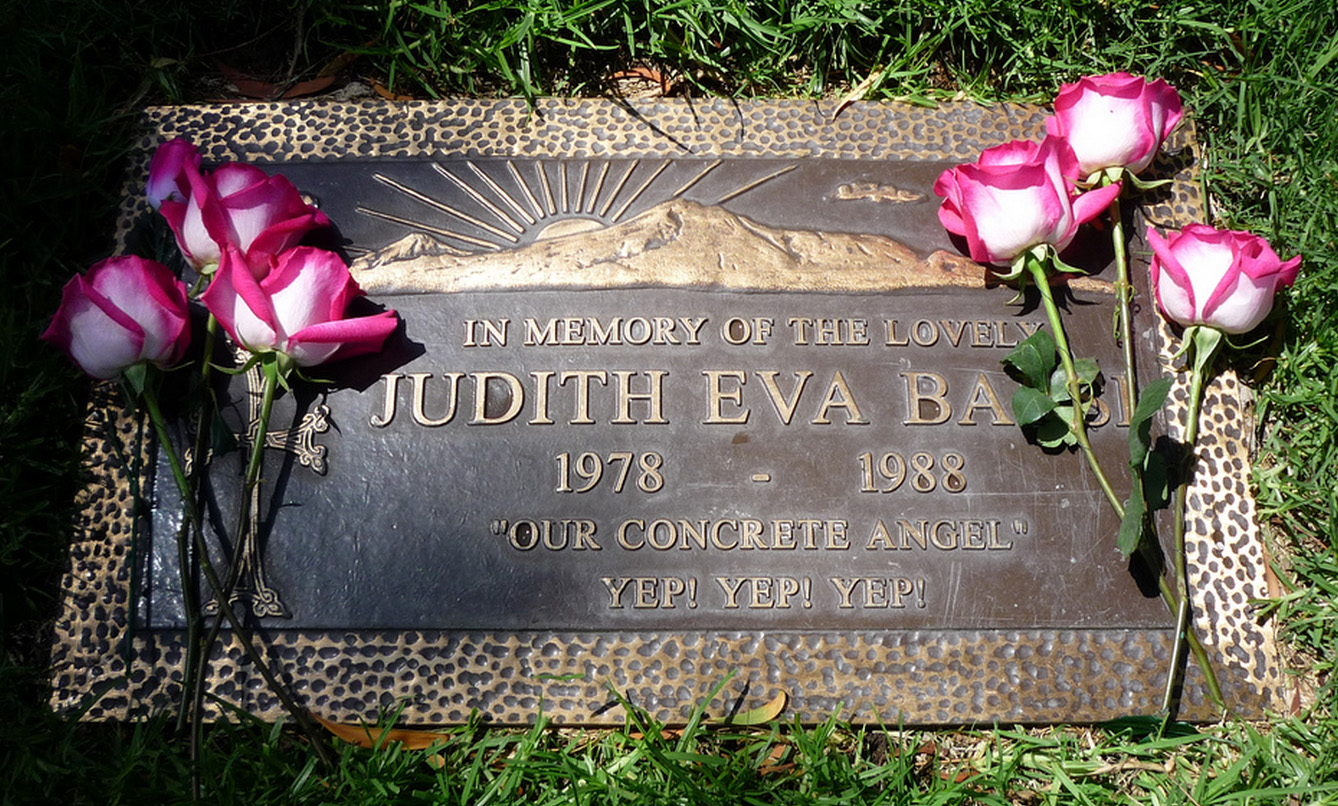
Могила Джудит в 2009 году

Джудит и её мать были похоронены 9 августа 1988 года на кладбище Форест-Лаун в Голливуд-Хиллз в Лос-Анджелесе. В течение 16 лет это были обычные непримечательные холмики и лишь 23 августа 2004 года, благодаря стараниям фанатов, на могиле Джудит была установлена памятная надгробная плита. На ней под её именем и датами жизни выведена фраза «Our Concrete Angel» (рус. Наш Бетонный Ангел), что является отсылкой к одноимённой песне Мартины Макбрайд, в которой она поёт об ужасном обращении с детьми. Под нею выведена другая фраза «Yep! Yep! Yep!», которая является любимой репликой озвученного ею персонажа Даки из «Земля до начала времён» (в одном интервью Джудит говорила, что это самый любимый фильм в её карьере). На могилу Марии табличку установили 28 января 2005 года. Место захоронения Джозефа по сей день остаётся неизвестным, как неизвестно и то, был ли он похоронен в немаркированной могиле или же кремирован.
Единокровный брат Джудит Барна в итоге стал хроническим алкоголиком и покончил с собой, сбросившись с моста в Скотсдейле в Аризоне в 1995 году. Сестра Аги стала ведущей на радио ток-шоу и автором книг о самопомощи. В 1997 году у неё развился рак молочной железы, от которого она умерла в 2008 году. Дом на Майкл-Стрит был продан другим членам семьи Барси в 1989 году, спустя 13 месяцев после смерти Джудит. Нынешние владельцы дома купили его в 2001 году.
Спустя полтора года, после смерти Джудит, в 1989 году в прокат вышел её последний фильм «Все псы попадают в рай», где как раз обыгрывалась жизнь после смерти, а Джудит озвучивала Анну-Марию — девочку-сироту, которая в финале, благодаря стараниям главного героя, обретает любящих её приёмных родителей. В финальных титрах звучит песня «Love Survives» (рус. Любовь Выживает), мелодия которой является лейтмотивом всего мультфильма — спевшие эту песню, Айрин Кара и Фредди Джексон посвятили её Джудит.